# Charles Sapinaud
Charles Sapinaud de La Rairie (La Gaubretière, 30 dicembre 1760 – La Gaubretière, 12 agosto 1829) è stato un generale francese, dell'Esercito cattolico e reale che combatté le Guerre di Vandea.
Era il nipote di un altro generale vandeano col quale non deve essere confuso, Charles Sapinaud de La Verrie.

## Biografia
Sapinaud è nato il 30 dicembre 1760 a La Gaubretière, in Vandea. Giovanissimo, a 18 anni, si arruola nell'esercito del re entrando nel reggimento di Foix. Allo scoppio della Rivoluzione francese si congeda con il grado di tenente. Rientrato a La Gaubretière, diventa a 29 anni il primo sindaco del suo comune.
All'inizio del mese di marzo 1793, Sapinaud de La Verrie, suo zio, prende la testa dell'esercito del centro e Charles Sapinaud serve sotto i suoi ordini. Nei cinque mesi successivi, cioè fino alla sua morte, Sapinaud de La Verrie sconfigge diverse volte i repubblicani, occupando le città di Tiffauges, Mortagne, e ricongiunge agli angioini per aumentare il suo esercito. Muore nella Battaglia di Luçon, il 15 agosto 1793 e suo nipote Charles Sapinaud prende il suo posto. Alla testa dell'esercito del centro combatté tutte le successive battaglie. Parteciperà alla Virée de Galerne e il suo esercito verrà sconfitto nella battaglia di Le Mans, impedendogli così di continuare la guerra.
Nel 1794, ricrea l'esercito del centro, e si unisce alla nuova insurrezione di François-Athanase Charette de La Contrie e Jean Nicolas Stofflet e combatte le Colonne infernali del generale Louis Marie Turreau. Nel maggio 1794, il consiglio militare vandeano condanna a morte Marigny per tradimento, e Sapinaud è tra i pochi contrari alla condanna; in questo modo rimangono solo tre generali a comandare gli eserciti vandeani.
Nel febbraio 1795, Sapinaud firma, come tutti i generali vandeani, il Trattato di La Jaunaye e quando scoppia la seconda guerra di Vandea, Sapinaud vi partecipa. Ma rapidamente il suo esercito si disgrega e nel gennaio 1796 gli restano soltanto alcuni fedelissimi, cessa quindi i combattimenti e nel 1797, sposa Marie-Louise Charette.
Sapinaud riprenderà le armi per partecipare alla quarta guerra di Vandea, e dopo la Restaurazione il re Luigi XVIII lo premierà nominandolo generale e duca e pari di Francia. Durante i Cento Giorni, ricrea l'esercito del centro, insieme a Louis de La Rochejaquelein e dopo la morte di quest'ultimo, diventa il nuovo generalissimo. Morirà a La Gaubretière il 12 agosto 1829, a 69 anni.

## Araldica
| Stemma | Descrizione                              | Blasonatura                                                                     |
| \| \|  | Charles Spinaud Barone e pari di Francia | D'argento a tre merli di nero. Ornamenti esteriori da barone e pari di Francia. |
|        |                                          |                                                                                 |